# Grootsnavelmuspapegaai
De grootsnavelmuspapegaai (Forpus crassirostris) is een vogel uit de familie Psittacidae (papegaaien van Afrika en de Nieuwe Wereld).

## Verspreiding en leefgebied
Deze soort komt voor van zuidoostelijk Colombia tot oostelijk Ecuador, noordelijk Peru en westelijk Brazilië.

## Status
De grootsnavelmuspapegaai komt niet als aparte soort voor op de lijst van het IUCN, maar hoort daar bij de Spix' muspapegaai (F. xanthopterygius).